# (300136) 2006 VY55
(300136) 2006 VY55 es un asteroide perteneciente al cinturón de asteroides descubierto el 11 de noviembre de 2006 por el equipo del Spacewatch desde el Observatorio Nacional de Kitt Peak, Arizona, Estados Unidos.

## Designación y nombre
Designado provisionalmente como 2006 VY55.

## Características orbitales
2006 VY55 está situado a una distancia media del Sol de 3,120 ua, pudiendo alejarse hasta 3,790 ua y acercarse hasta 2,449 ua. Su excentricidad es 0,214 y la inclinación orbital 11,95 grados. Emplea 2013,07 días en completar una órbita alrededor del Sol.

## Características físicas
La magnitud absoluta de 2006 VY55 es 15,7. 